# Henckelia miniata
Henckelia miniata är en tvåhjärtbladig växtart som först beskrevs av R. Kiew, och fick sitt nu gällande namn av A. Weber. Henckelia miniata ingår i släktet Henckelia och familjen Gesneriaceae. Inga underarter finns listade i Catalogue of Life.